# Peter Safar
Peter Josef Safar, avstrijsko-ameriški zdravnik, predavatelj in akademik, * 12. april 1924, Dunaj, Avstrija, † 3. avgust 2003, Mt. Lebanon, Pensilvanija, Združene države Amerike.
Znan je kot oče tehnike kardiopulmonarnega oživljanja (CPR).

## Življenjepis
Rodil se je v družini zdravnikov na Dunaju; oče je bil češkega porekla, polovica materine družine pa so bili avstrijski Judje. Po vzponu nacizma je družina zaradi materinega porekla zašla v težave, vendar se mu je med drugo svetovno vojno uspelo izogniti vpoklicu v vojsko in vpisati študij medicine na Univerzi na Dunaju, ki ga je končal leta 1949. Po tistem je dobil priložnost za študij kirurgije na Univerzi Yale, zato je emigriral v Združene države Amerike. Izobraževanje je nadaljeval kot specializant anesteziologije na Univerzi Pensilvanije, leta 1952 pa je moral začasno zapustiti državo zaradi vizumskih omejitev. Z ženo sta odšla za dve leti v Peru, kjer je v Nacionalni bolnišnici za rakava obolenja v Limi ustanovil prvi oddelek za anesteziologijo v tej državi. Po vrnitvi v ZDA je ustanovil oddelek za anesteziologijo v mestni bolnišnici Baltimorea in razvil prvo kirurško enoto za intenzivno nego. Leta 1961 je odšel na Univerzo v Pittsburghu, kjer je deloval do konca kariere.
Že kot vodja oddelka v Baltimoreu je začel z raziskavami tehnik oživljanja, ki so bile tisti čas povsem neučinkovite. Od kolega je izvedel, da je predihavanje pljuč preko sapnične cevi ali maske učinkovito pri vzdrževanju koncentracije plinov v krvi nezavestnih bolnikov, zato je v drugi polovici 1950. let pričel s serijo poskusov s prostovoljci, ki jih je v ta namen umetno spravil v nezavest in paraliziral, nato pa na njih izvajal različne tehnike umetnega dihanja. Dokazal je, da je umetno dihanje s predihavanjem usta na usta bistveno učinkovitejše od prej razširjenih metod, celo, če ga izvajajo laiki. V tem času je ugotovil tudi, da upogib glave nazaj sprosti dihalne poti pri nezavestnem človeku. Ti dve ugotovitvi je kombiniral s takrat novo tehniko zunanje srčne masaže in razvil znameniti ABC (kratica za angleške besede »Airway«, »Breathing« in »Circulation«) kardiopulmonarnega oživljanja. Zavedal se je, da je treba s to tehniko seznaniti čim več ljudi, zato je izkoristil priložnost in v sodelovanju z norveškim izdelovalcem igrač razvil lutko »Ančko« za trening.
Na medicinski fakulteti v Pittsburghu je ustanovil enega prvih programov intenzivne nege na svetu. Leta 1966 je njegova hči Eva, ki je od rojstva trpela za astmo, umrla zaradi zastoja srca ob astmatičnem napadu, kar ga je še bolj podžgalo pri delu. Napisal je temeljni priročnik za kardiopulmonarno oživljanje in vodil raziskave, na podlagi katerih je oblikoval prvo ekipo nujne medicinske pomoči. Leta 1978 je odstopil kot vodja oddelka za anesteziologijo da bi lahko več časa posvetil raziskovalnemu delu, univerza mu je takrat podelila naziv zaslužnega profesorja. Ustanovil je Mednarodni center za raziskave oživljanja (International Resuscitation Research Center, IRRC), kjer je opravljal poskuse na živalih. Predvsem ga je zanimal potencial hipotermije za izboljšanje možnosti preživetja poškodovancev oz. preprečevanje možganskih poškodb ob dolgotrajnejšem zastoju srca.
Kot vodja IRRC se je upokojil leta 1994, a je ostal aktiven kot predavatelj in avtor. Do svoje smrti leta 2003 je napisal več sto znanstvenih člankov in preko 30 učbenikov, znanstvenih monografij ter medicinskih priročnikov. Bil je tudi aktiven član več strokovnih in mirovnih organizacij.

## Priznanja
Za svoje delo je prejel številna priznanja medicinskih organizacij. Večkrat je bil nominiran za Nobelovo nagrado za fiziologijo ali medicino, vendar je do konca življenja ni prejel.
Bil je tudi dopisni član Slovenske akademije znanosti in umetnosti (od 6. junija 1983).